# Federigo Pizzuti
Federigo Pizzuti (Rossano, 10 agosto 1828 – Perugia, 24 luglio 1905) è stato un militare italiano.

## Biografia
Federigo Pizzuti nacque da una nobile famiglia di Rossano, figlio del marchese Antonio Pizzuti e di Vincenza Di Cesare.
Iscrittosi nell'esercito sardo nel 1857, ottenne la carica di aspirante carabiniere, iniziando in quel contesto la sua carriera nel corpo col quale parteciperà alla Terza guerra d'indipendenza italiana.
La notte del 24 settembre 1867, l’allora tenente Pizzuti, eseguì un ordine di arresto a carico di Giuseppe Garibaldi, emesso per impedirgli di marciare contro lo Stato Pontificio. 
Sposò la nobile siciliana Maria Interlandi dalla quale ebbe 9 figli (Vincenzo, Antonio, Giuseppe, Rosario, Federico, Mario, Vincenzina, Antonietta).
Il 16 aprile 1904 venne nominato comandante generale dell'arma dei carabinieri, rimanendo in carica sino al 24 luglio dell'anno successivo quando morì in carica.
È sepolto nel Cimitero di Perugia nella cappella privata della famiglia Pizzuti.